# Barraca de Pere Roll

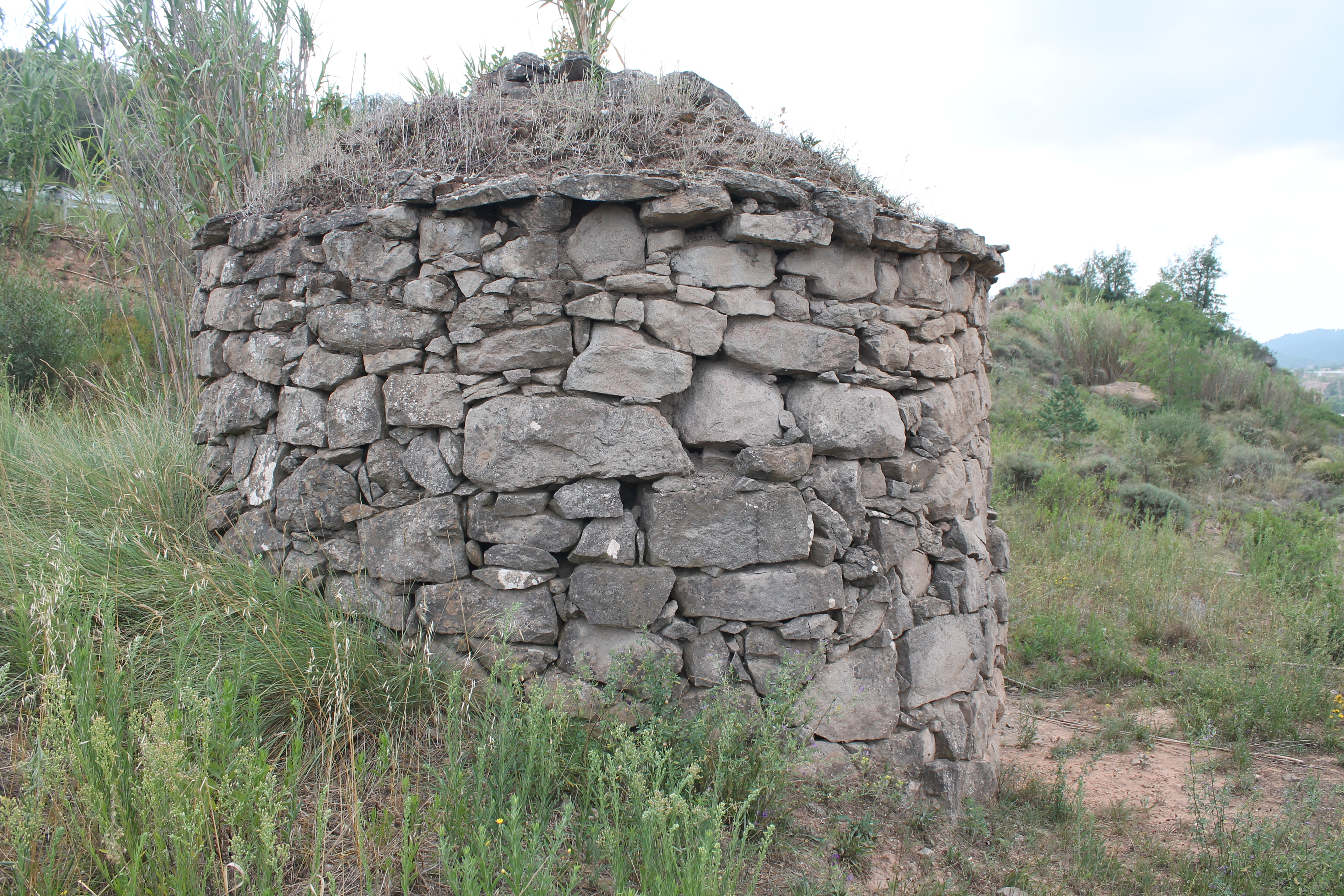
Barraca de Pere Roll (Puig-reig). Barraca de vinya. Vista posterior

La Barraca de Pere Roll és una barraca de vinya, construïda amb el mètode tradicional de pedra seca, situada al municipi de Puig-reig (Berguedà) inclosa en l'Inventari del Patrimoni Arquitectònic de Catalunya.

## Descripció
Es tracta d'una construcció de planta circular, d'uns 4 m de diàmetre exterior i uns 2,5 m de diàmetre interior, amb obertura d'entrada orientada cap al sud-oest. Els murs tenen un gruix d'uns 65-70 cm i estan fets de pedra sorrenca, en alguns casos mig treballada, col·locada en sec de manera irregular. La major part de les pedres són de considerables dimensions, entre 40 i 60 cm, combinades amb altres de més petites.
Els blocs més grans són els que delimiten l'accés a l'estructura, especialment el llindar que amida poc més d'un metre de llarg per uns 40 cm d'alçada. L'entrada fa 70 cm d'amplada per 1,4m d'alçada. La coberta de l'estructura és de falsa cúpula, amb una petita obertura central, amb la seva part superior recoberta amb terra. Aquesta construcció està situada en un suau pendent d'est a oest i s'assenta directament sobre la roca resseguint el desnivell, de manera que a la banda oest (la part més baixa) la seva paret amida 2,6 m d'alçada, mentre que a l'extrem oposat aquesta amida 1,6 m.
Aquestes mesures són preses des de l'interior de l'estructura, ja que a l'exterior una banqueta de terra envolta la paret, deixant només visible 1 m de la paret de la cabana a la banda est. Aquesta mena de banqueta de terra queda delimitada per dues petites filades de pedra situades en diagonal a banda i banda de la porta d'accés. Presenta un petit ràfec de lloses, situat a 2,5 m del terra a la part de la porta, que ressegueix tot el perímetre de la cabana i sobre el qual una filada de pedres de mida mitjana fa la funció de contrapès, evitant així la seva caiguda. Aquesta construcció es troba associada a una petita bassa rectangular d'1,5 per 2 m de costat, excavada a terra i amb parets de pedra, situada a uns 2 m al sud-est de la barraca. A l'angle nord-est d'aquesta bassa hi arriba un canal format per dues fileres de pedra paral·leles separades 1 m que transcorre en sentit sud-est - nord-oest durant uns 17 m fins a la base d'una paret de feixa. El fons d'aquest canal és format per la roca que aflora en aquest punt. Aquest tipus de construcció és definit com a cabana de vinya, i es troba documentada en diferents indrets de la geografia catalana, formant part de la rica varietat d'elements d'arquitectura rural o popular fets en pedra seca. Un exemple clar d'aquest tipus desconstrucció el tenim al terme municipal de Torà (La Segarra), a la cabana de vinya del Solà. La cronologia d'aquestes construccions cal situar-la a la primera meitat del segle xix,abans que l'aparició de la fil·loxera acabés amb el conreu de vinya existent a la zona. En aquest sentit cal assenyalar que aquesta barraca se situa en un vessant aterrassat, en el qual encara es poden observar algunes restes del conreu de vinya i garrofers.